# I Believe I Can Fly
«I Believe I Can Fly» es una canción de 1996 escrita, producida e interpretada por el cantante de R&B y Soul R. Kelly, perteneciente a la banda sonora de la película Space Jam de 1996. Fue lanzada originalmente el 26 de noviembre de 1996, y más tarde se incluyó en el álbum de Kelly R., en 1998. La canción se trata de una de las canciones insignia del Kelly, y ha aparecido en multitud de álbumes recopilatorios.
A principios de 1997, "I Believe I Can Fly" alcanzó el número dos en el Billboard Hot 100, aun así es su sencillo más exitoso. Encabezó las listas en el Reino Unido. Ha ganado tres premios Grammy y está en el puesto 406 en la lista de las 500 mejores canciones de todos los tiempos según Rolling Stone. El video musical está dirigido por Kelly y Hype Williams.

## Recepción crítica
La canción ha sido mundialmente aclamada por la crítica. Según muchos críticos, "I Believe I Can Fly", es la mejor canción de Kelly. 

## Premios Grammy
Los premios Grammy (originalmente llamados premios Gramophone) son una distinción otorgada por la Academia Nacional de Artes y Ciencias de la Grabación (una asociación estadounidense) para dar reconocimiento a un logro especialmente destacado de la industria musical. Es el equivalente musical de los Óscars (cine), Emmys (televisión) y Tonys (teatro). La canción ha sido nominada a 5 premios Grammy, y ha recibido 3 galardones.
| Año  |                                    | Categoría                                                               | Resultado |
| ---- | ---------------------------------- | ----------------------------------------------------------------------- | --------- |
| 1998 | 40.ª edición de los Premios Grammy | Canción del año                                                         | Nominado  |
| 1998 | 40.ª edición de los Premios Grammy | Grabación del año                                                       | Nominado  |
| 1998 | 40.ª edición de los Premios Grammy | Mejor Canción R&B                                                       | Ganador   |
| 1998 | 40.ª edición de los Premios Grammy | Mejor interpretación R&B masculina                                      | Ganador   |
| 1998 | 40.ª edición de los Premios Grammy | Mejor canción escrita para una película, televisión u otro medio visual | Ganador   |

## Posicionamiento en listas
| Lista (1996–1997)                      | Máxima posición |
| -------------------------------------- | --------------- |
| Alemania (Offizielle Deutsche Charts)  | 3               |
| Australia (ARIA)                       | 24              |
| Austria (Ö3 Austria Top 40)            | 2               |
| Bélgica (Flandes) (Ultratop 50)        | 8               |
| Bélgica (Valonia) (Ultratop 50)        | 5               |
| Canadá (RPM Top Singles)               | 34              |
| Canadá (RPM Adult Contemporary)        | 34              |
| Escocia (Scottish Singles Sales Chart) | 4               |
| Estados Unidos (Billboard Hot 100)     | 2               |
| Estados Unidos (Adult Contemporary)    | 3               |
| Estados Unidos (Adult Top 40)          | 21              |
| Estados Unidos (Dance Singles Sales)   | 3               |
| Estados Unidos (Hot R&B/Hip-Hop Songs) | 1               |
| Estados Unidos (Mainstream Top 40)     | 9               |
| Estados Unidos (Rhythmic)              | 5               |
| Europa (Eurochart Hot 100)             | 1               |
| Francia (SNEP)                         | 17              |
| Irlanda (IRMA)                         | 1               |
| Nueva Zelanda (Recorded Music NZ)      | 1               |
| Noruega (VG-lista)                     | 2               |
| Países Bajos (Mega Single Top 100)     | 2               |
| Reino Unido (UK Singles Chart)         | 1               |
| Reino Unido (UK Dance Chart)           | 16              |
| Reino Unido (UK R&B Chart)             | 1               |
| Suecia (Sverigetopplistan)             | 11              |
| Suiza (Schweizer Hitparade)            | 1               |